# Траат, Матс
Матс Траат (эст. Mats Traat; 23 ноября 1936, д. Арула, Валгамаа — 28 июня 2022) — эстонский и советский писатель, поэт, драматург, сценарист, переводчик. Заслуженный писатель Эстонской ССР (1977).

## Биография
Родился в крестьянской семье на небольшом хуторе. Работал в сельском хозяйстве, на тракторных станциях. В 1957 году окончил техникум сельскохозяйственного машиностроения, в 1964 — московский Литературный институт имени А. М. Горького, в 1969 году — Высшие курсы сценаристов и режиссёров. В 1965—1968 гг. работал редактором студии «Таллинфильм».
С 1970 года полностью посвятил себя литературному творчеству.
Скончался 28 июня 2022 года на 86-м году жизни.

## Творчество
Дебютировал в 1958 году в эстонской прессе. Первый сборник стихов «Kandilised laulud» напечатал в 1962 году, первоначально писал в основном стихи, позже, в 1970-х годах, в его творчестве начала доминировать проза. Создает разнообразные произведения, в том числе, прозу, поэзию, драмы. По его сценарию в 1990 году был снят художественный фильм «Осень».
Один из самых активных прозаиков Эстонии. Основные темы произведений — нравственная связь человека с землёй, истории с современностью, социальные конфликты, трансформация судеб жителей эстонского села в истории человечества.

## Избранные произведения
Сборники стихов
- «Неуклюжие песни» (1962),
- «Этюды для зажигания» (1971),
- «Сентябрьская фуга» (1980);

Романы
- «Танец вокруг парового котла» (1971),
- «Сад Поммера» (1972),
- «Были деревья, вещие братья» (1979),
- «Сон-трава — лекарство от печали» (1982);

Повести
- «Rippsild» (1980),
- «Karukell, kurvameelsuse rohi» (1982),
- «Üksi rändan» (1985),
- «Minge üles mägedele» (том I, 1987),
- «Тугой узел» (1989),
- «Сила любви» (1989),
- «Hirm ja iha» (1993),
- «Minge üles mägedele» (том II, 1994),

Рассказы, пьесы.
Пьесы
- «Päike näkku» (1981) и др.

Занимался переводом на эстонский польской, чешской и македонской поэзии.

## Награды
- Орден Белой звезды 4-й степени (2001).
- Заслуженный писатель Эстонской ССР (1977).
- Национальная премия Эстонии в области культуры (2007).
- Лауреат Литературной премии Эстонской ССР имени Юхана Смуула (1977).
- несколько национальных литературных премий.